# A Rainha (escola de samba)
A Rainha é uma escola de samba de Portugal, sediada em Figueira da Foz.

## Segmentos

### Intérprete
| Período | Nome       | Ref.  |
| ------- | ---------- | ----- |
|         |            |       |
| 2020    | Nuno Gomes | [ 1 ] |

## Carnavais
| A Rainha | A Rainha    | A Rainha                                                                 | A Rainha     | A Rainha    | A Rainha |
| Ano      | Colocação   | Enredo                                                                   | Carnavalesco | Ref         |          |
| -------- | ----------- | ------------------------------------------------------------------------ | ------------ | ----------- | -------- |
| 2017     |             |                                                                          |              |             |          |
| 2018     | 3º lugar    |                                                                          |              | [ 2 ]       |          |
| 2019     | Campeã      |                                                                          |              | [ 3 ]       |          |
| 2020     | Vice-campeã | As Brumas de Avalon - A Rainha na Eterna Juventude Compositor:Nuno Gomes |              | [ 4 ] [ 1 ] |          |